# Carlos Chacana
Carlos Alberto Chacana (San Miguel de Tucumán, 23 giugno 1976) è un calciatore argentino, attaccante dell'HaMakhtesh Givatayim.